# Mr Green
Die Mr Green Limited ist ein Tochterunternehmen des Glücksspielunternehmens 888 Holdings, das Sportwetten, Online-Casino, Bingo und Keno anbietet.

## Unternehmen
Mr Green ist die Muttergesellschaft der Mr-Green-Gruppe. Das Online-Casino Mr Green (Mr Green Ltd.) ist ihr größtes Unternehmen. Sie wird von der MGA, der Malta Gaming Authority, in Malta reguliert. Mr Green ist außerdem in Großbritannien und Italien zugelassen und besitzt dort Glücksspiellizenzen sowie eine Casinolizenz in Dänemark und eine Sportwettenlizenz in Irland. Der Hauptsitz von Mr Green befindet sich in Stockholm in Schweden. Das Online-Casino Mr Green wurde Ende 2007 von den drei schwedischen Unternehmern Fredrik Sidfalk, Henrik Bergquist und Mikael Pawlo gegründet und ging 2008 online.
2015 erfolgte die Übernahme des italienischen Betreibers Mybet. Ein Jahr später startete Mr Green ein Sportwettenprogramm, das vom schwedischen Plattformanbieter Kambi betrieben wird.
Das Unternehmen vermeldete für das Jahr 2017 einen Umsatz von rund 121,4 Mio. €. Mr Green war mit der ISIN SE0010949750 an der Börse Stockholm im Mid-Cap-Segment gelistet. Im Januar 2019 wurden über 98 % der Anteile an der Mr Green & Co. AB von der William Hill plc übernommen. Infolge der Übernahme wurde ein Delisting an der Börse Stockholm durchgeführt. Seitdem notieren die Aktien der Gesellschaft an der London Stock Exchange.
Am 1. Juli 2022 erfolgte die Übernahme von William Hill plc und des Tochterunternehmens Mr Green Limited durch die israelische 888 Holdings Plc für 3 Milliarden US-Dollar.
Seit dem 16. Oktober 2023 hat Per Widerström seine neue Position als CEO angetreten. Damit löst er den Interims CEO Jonathan Mendelsohn ab. Per Widerström ist auch die Marke Mr Green in Deutschland zuständig.

## Mr Green Deutschland
In Deutschland ist Mr Green auf der offiziellen Whitelist der Gemeinsamen Glücksspielbehörde der Länder (GGL) gelistet. Unter der Domain mrgreen.de haben Kunden aus Deutschland die Möglichkeit, legal Online-Slots zu spielen. Mr Green hat als eines der ersten offiziell lizenzierten Online-Casinos in Deutschland Spielautomaten von Anbietern wie Merkur, Gamomat, Play'n GO und Greentube ins Sortiment aufgenommen.
Mr Green bietet in Deutschland keine Poker-Spiele oder Sportwetten an. Dies unterstreicht das durch die Glücksspielbehörde lizenzierte Angebot des Casinos, welches sich auf Spielautomaten konzentriert.
Nach der behördlichen Zulassung im März 2023 können deutsche Spieler das Online-Slots Angebot bei Mr Green erstmals in der iOS-App auch über 5G nutzen.